# Joaquim Teixeira de Castro
Joaquim Teixeira de Castro, o visconde de Arcozelo, (Porto, 14 de fevereiro de 1825 — Paty do Alferes, maio de 1891) foi um médico, comerciante e fazendeiro brasileiro e nobre português.   
Nasceu na freguesia de São Miguel de Arcozelo, filho de João Dias Teixeira e Anna Joaquina Coelho de Castro. Formou-se em Medicina em Portugal. 
Casou em 25 de julho de 1855 com Maria Isabel Peixoto Lacerda Werneck (1840 - 1912), filha dos barões de Paty do Alferes. Tiveram nove filhos e dentre outros, foram seus netos o escritor Moacir Werneck de Castro e a artista Maria Werneck de Castro. 
Foi capitalista, comissário de café no Rio de Janeiro, estabelecido em 1883 na Rua Municipal nº 12. 
Foi proprietário das fazendas da Freguesia (depois Arcozelo), Monte Alegre e Piedade em Paty do Alferes, Rio de Janeiro. 
Presidente e benemérito da Beneficência Portuguesa do Rio de Janeiro. Foi sócio do Derby Club e precursor dos esportes hípicos brasileiros.
Visconde de Arcozelo por decreto do rei D. Luís I de Portugal, em 13 de maio de 1874.
Faleceu na estação ferroviária do Paty do Alferes, de uma síncope fulminante. Foi sepultado no Cemitério de Paty do Alferes, na sepultura de seus sogros.

## Leituras adicionais
- CASTRO, Maria Werneck de. "No Tempo dos Barões". Rio de Janeiro: Bem-te-vi Produções Literárias Ltda., 2006.